# Alicia de Larrocha
Alicia de Larrocha de la Calle est une pianiste espagnole, née le 23 mai 1923 à Barcelone où elle est morte le 25 septembre 2009 à l'âge de 86 ans.

## Biographie
Sa mère et sa tante avaient été les élèves de Granados. Alicia commence l'étude du piano à l'âge de trois ans et prend ses premiers cours à quatre avec Franck Marshall à l'Académie Marshall. Elle étudie en parallèle la théorie musicale avec Riccardo Lamote de Grignon. Le répertoire espagnol la fascine bien vite, mais son professeur l'oblige à passer d’abord par les « classiques » - Bach, Mozart, Chopin, Schumann, et Liszt. Elle se produit pour la première fois en solo à six ans, et, à onze, elle joue le Concerto dit du « Couronnement » K 537 de Mozart avec l'orchestre symphonique de Madrid. En 1940, elle commence à effectuer des tournées, d’abord dans son pays natal, puis en Amérique latine. Mais sa carrière ne commence vraiment qu’en 1947, date à laquelle elle entame une tournée internationale, qui la mène en Europe, notamment en Angleterre (débuts londoniens en 1953), puis aux États-Unis et en Afrique du Sud: en 1955, elle joue avec l'orchestre philharmonique de Los Angeles. Dès lors, elle assied vite sa notoriété dans le milieu musical international, et fréquente assidûment les studios d’enregistrements, et avec succès, puisqu’elle obtient durant sa carrière onze Grammies récompensant ses meilleurs disques.
Sa carrière est émaillée de rencontres artistiques de la plus haute importance, notamment avec Francis Poulenc, dont elle joue le Concerto pour deux pianos en duo avec le compositeur. Sa longue amitié avec le compositeur Federico Mompou, qui lui dédie plusieurs pièces, est aussi très significative.
Alicia de Larrocha était de petite taille, de même que l'étaient ses mains. Malgré cette particularité elle vient à bout des pièces les plus difficiles techniquement, grâce à une assise très haute au piano, et à des exercices spécifiques qui lui ont permis d’adapter son jeu à sa morphologie. Rares sont en effet les pianistes de haut niveau qui, comme Alicia de Larrocha, ne parviennent qu'avec difficulté à plaquer sur le clavier un accord de dixième, c'est-à-dire du do au mi de l'octave suivante. Ceci n'a pas empêché la pianiste de se  spécialiser dans la musique espagnole qui contient des pièces ardues, à l'exemple de El Pelele de Granados, qu'elle exécute avec brio. Elle a dû toutefois se résigner à ne plus jouer Rachmaninov qui exige des mains plus grandes que les siennes.
Le répertoire d’Alicia de Larrocha compte beaucoup de compositeurs espagnols, dont Albéniz, Granados, Mompou, et Soler. Cependant, elle a aussi enregistré d'autres compositeurs comme Bach, Haendel, Haydn, Khatchatourian, Mozart et Scarlatti.
Alicia de Larrocha a remporté de nombreux prix tout au long de sa carrière, dont la Médaille d'or du mérite des beaux-arts par le Ministère de l'Éducation, de la Culture et des Sports en 1982 et le Prix Prince des Asturies en 1994. En 1995, Alicia de Larrocha est la première artiste espagnole à obtenir le Prix de la Musique de l'UNESCO. La Fondation Jacinto Guerrero de Madrid lui a décerné son Prix en 1999.
Alicia de Larrocha est décédée le 25 septembre 2009 dans un hôpital de Barcelone. Sa santé n'avait cessé de décliner depuis 2007, à la suite d'une fracture de la hanche.

## Prix et hommage
- 1985 : Prix national de musique.
- 2004 : Prix national de musique de Catalogne.
- Depuis 2013, un cratère de la planète Mercure est nommé Larrocha en son honneur[5].